# Algonquin (Illinois)
Algonquin è un comune degli Stati Uniti d'America, situato in Illinois, nella contea di McHenry e in parte nella contea di Kane.